# Mesoleuca lacticolor
Mesoleuca lacticolor là một loài bướm đêm trong họ Geometridae.